# Mistrzostwa Europy w Short Tracku 2003
7. edycja Mistrzostw Europy w Short Tracku odbywała się w dniach 17–19 stycznia 2003 w rosyjskim Petersburgu.

## Klasyfikacja medalowa
Pogrubieniem oznaczono kraj gospodarza mistrzostw (Rosja):
| Lp.    | Kraj            | Złoto | Srebro | Brąz | Razem |
| 1.     | Włochy          | 7     | 4      | 5    | 16    |
| 2.     | Bułgaria        | 5     | 0      | 0    | 5     |
| 3.     | Francja         | 0     | 3      | 2    | 5     |
| 4.     | Rosja           | 0     | 2      | 3    | 5     |
| 5.     | Belgia          | 0     | 2      | 0    | 2     |
| 6.     | Wielka Brytania | 0     | 1      | 0    | 1     |
| 7.     | Holandia        | 0     | 0      | 1    | 1     |
| 7.     | Niemcy          | 0     | 0      | 1    | 1     |
| Ogółem | Ogółem          | 12    | 12     | 12   | 36    |

## Medaliści i medalistki

### Mężczyźni
| Konkurencja          | Złoto                                                                      | Czas     | Srebro                                                            | Czas     | Brąz                                                                                 | Czas     |
| -------------------- | -------------------------------------------------------------------------- | -------- | ----------------------------------------------------------------- | -------- | ------------------------------------------------------------------------------------ | -------- |
| 500 metrów           | Fabio Carta                                                                | 42.699   | Pieter Gysel                                                      | 43.240   | Michele Antonioli                                                                    | 43.286   |
| 1000 metrów          | Michele Antonioli                                                          | 1:30.928 | Nicola Franceschina                                               | 1:30.937 | Fabio Carta                                                                          | 1:31.035 |
| 1500 metrów          | Fabio Carta                                                                | 2:23.950 | Michele Antonioli                                                 | 2:23.999 | Nicola Franceschina                                                                  | 2:24.055 |
| 3000 metrów          | Fabio Carta                                                                | 5:09.330 | Pieter Gysel                                                      | 5:15.708 | Nicola Franceschina                                                                  | 5:16.114 |
| Wielobój             | Fabio Carta                                                                | 115 pkt. | Michele Antonioli                                                 | 69 pkt.  | Nicola Franceschina                                                                  | 47 pkt.  |
| Sztafeta 5000 metrów | Włochy Fabio Carta · Michele Ponti · Nicola Franceschina · Nicola Rodigari | 7:00.303 | Wielka Brytania Jon Eley · Leon Flack · Paul Stanley · Tom Iveson | 7:10.708 | Francja Guillaume Mathieu · Jean-Charles Mattei · Julien Morelle · Thibaut Fauconnet | 7:13.842 |

### Kobiety
| Konkurencja          | Złoto                                                                | Czas     | Srebro                                                                                | Czas     | Brąz                                                                            | Czas     |
| -------------------- | -------------------------------------------------------------------- | -------- | ------------------------------------------------------------------------------------- | -------- | ------------------------------------------------------------------------------- | -------- |
| 500 metrów           | Ewgenija Radanowa                                                    | 45.086   | Tatjana Borodulina                                                                    | 45.154   | Stéphanie Bouvier                                                               | 49.435   |
| 1000 metrów          | Ewgenija Radanowa                                                    | 1:43.993 | Marta Capurso                                                                         | 1:44.483 | Nina Jewtiejewa                                                                 | 1:44.495 |
| 1500 metrów          | Ewgenija Radanowa                                                    | 2:34.835 | Stéphanie Bouvier                                                                     | 2:35.488 | Nina Jewtiejewa                                                                 | 2:35.594 |
| 3000 metrów          | Ewgenija Radanowa                                                    | 5:30.153 | Stéphanie Bouvier                                                                     | 5:30.302 | Yvonne Kunze                                                                    | 5:30.325 |
| Wielobój             | Ewgenija Radanowa                                                    | 136 pkt. | Stéphanie Bouvier                                                                     | 55 pkt.  | Nina Jewtiejewa                                                                 | 34 pkt.  |
| Sztafeta 3000 metrów | Włochy Catia Borrello · Evelina Rodigari · Mara Zini · Marta Capurso | 4:22.180 | Rosja Marina Trietiakowa · Natalija Dmitrijewa · Nina Jewtiejewa · Tatjana Borodulina | 4:32.262 | Holandia Anouk Wiegers · Marielle Lootsma · Maureen de Lange · Melanie de Lange | 4:37.737 |